# Brüsszel autóbuszvonal-hálózata
Brüsszel autóbusz-vonalhálózatát a STIB (Brüsszeli Interkommunális Közlekedési Társaság) üzemelteti és az egész Brüsszel fővárosi régióra kiterjed. Néhány vonal a Flamand régiót is érinti.
A sűrű és kiterjedt brüsszeli buszhálózat 50 vonalból áll. Az alapjáratokon kívül csúcsidőben közlekedő buszvonalak is közlekednek. 2007. április 20-án pedig elindult a Noctis nevű éjszakai autóbusz-hálózat, mely péntek és szombat éjjel éjfél és 2.45 óra között szállítja az utasokat.

## Története

### A kezdetek
- 1907: Az első busz elindulása Brüsszelben az omnibuszok felváltására, mely a Bourse és Ixelles között közlekedett.
- 1909. augusztus 17: A Compagnie Générale des Autobus (C.G.A.) átveszi a „Central Car” nevű Porte d’Anvers – Place de Brouckère – Place Surlet de Chockier útvonalú autóbuszvonal üzemeltetését.
- 1913: Az autóbuszvonalak megszüntetése.
- 1920: Az autóbuszok visszatérnek a „Tram-Car Nord-Midi” vonalra
- 1922: Az omnibuszok végleg megszűnnek. Az „S.A. Tram-Car Nord-Midi” nevű cégből „S.A. Bruxelloise d’Auto-Transport” lesz. Az „NM” vonalat üzemelteti a Gare du Nord – Rue Neuve – Gare du Midi útvonalon.
- 1924: A második vonal létrehozása „BM” néven, Monnaie – Porte de Namur – Boulevard Militaire (mostani boulevard Général Jacques) útvonalon.
- 1926: Az S.A. „Les Autobus Bruxellois” nevű társaság létrehozása.
- 1939: Elindul az 54-es számú trolibuszvonal, mely az egyetlen volt Brüsszelben.

## Autóbuszvonalak
A hálózat ötven vonalból áll, melyekből egy csak az esti órákban, több pedig csak csúcsidőben közlekedik.
A járatok nagy része hajnali 5 órától éjfélig közlekedik. Az autóbusz-hálózat lefedi a Brüsszel fővárosi régió teljes területét és néhány Brüsszellel határos flandriai települést is érint.

### 10–19
| Vonal | Jellemzők | Jellemzők                 | Jellemzők                 | Jellemzők                 | Jellemzők                                  | Jellemzők                        | Jellemzők                               | Jellemzők                 |
| ----- | --- | ------------------------- | ------------------------- | ------------------------- | ------------------------------------------ | -------------------------------- | --------------------------------------- | ------------------------- |
| 12    | Airport Line - Express | Airport Line - Express    | Airport Line - Express    | Airport Line - Express    | Airport Line - Express                     | Airport Line - Express           | Airport Line - Express                  | Airport Line - Express    |
| 12    | Brussels City — Luxembourg ↔ Brussels Airport |                           |                           |                           |                                            |                                  |                                         |                           |
| 12    | Indulás 2001. július 1. | Vonalhossz 13,7 km        | Menetidő 35 perc          | Megállóhelyek 6           | Járművek Mercedes Citaro G                 | Üzemidő H, K, Sze, Cs, P         | Nappal / Éjjel / Ünnepnapokon I / N / N | Garázs Haren              |
| 12    | Érintett városrészek: Ixelles, Brüsszel, Schaerbeek, Evere, Zaventem (Brussels Airport) - Főbb megállók: Luxembourg • Schuman • Diamant • NATO • Brussels Airport                            |                           |                           |                           |                                            |                                  |                                         |                           |
| 12    | Megjegyzés: Expresszjárat, a NATO és a Brussels Airport között külön díjszabással vehető csak igénybe. Üzemidején túl a 21-es busz szolgálja ki a brüsszeli repülőteret.                     |                           |                           |                           |                                            |                                  |                                         |                           |
| 13    | Simonis ↔ UZ Brussel | Simonis ↔ UZ Brussel      | Simonis ↔ UZ Brussel      | Simonis ↔ UZ Brussel      | Simonis ↔ UZ Brussel                       | Simonis ↔ UZ Brussel             | Simonis ↔ UZ Brussel                    | Simonis ↔ UZ Brussel      |
| 13    | Indulás 1968. január 9. | Vonalhossz 5,5 km         | Menetidő 20 perc          | Megállóhelyek 19          | Járművek Van Hool NewA330 Jonckheere SB250 | Üzemidő H, K, Sze, Cs, P, Szo, V | Nappal / Éjjel / Ünnepnapokon I / N / I | Garázs Jacques Brel       |
| 13    | Érintett városrészek: Koekelberg, Jette - Főbb megállók: Simonis • Miroir • Dieleghem • UZ Brussel                                                                                           |                           |                           |                           |                                            |                                  |                                         |                           |
| 13    | Megjegyzés: Este 8 óra után a 13-as autóbusz helyett a 15-ös autóbusszal lehet utazni. |                           |                           |                           |                                            |                                  |                                         |                           |
| 14    | Gare du Nord ↔ UZ Brussel | Gare du Nord ↔ UZ Brussel | Gare du Nord ↔ UZ Brussel | Gare du Nord ↔ UZ Brussel | Gare du Nord ↔ UZ Brussel                  | Gare du Nord ↔ UZ Brussel        | Gare du Nord ↔ UZ Brussel               | Gare du Nord ↔ UZ Brussel |
| 14    | Indulás 1991. szeptember 2. | Vonalhossz 7,3 km         | Menetidő 25 perc          | Megállóhelyek 18          | Járművek Van Hool NewA330 Jonckheere SB250 | Üzemidő H, K, Sze, Cs, P, Szo, V | Nappal / Éjjel / Ünnepnapokon I / N / I | Garázs Jacques Brel       |
| 14    | Érintett városrészek: Brüsszel, Molenbeek-Saint-Jean, Koekelberg, Jette, Ganshoren - Főbb megállók: Gare du Nord • WTC • Tour et Taxis • Belgica • Simonis • Miroir • Dieleghem • UZ Brussel |                           |                           |                           |                                            |                                  |                                         |                           |
| 14    | Megjegyzés: Este 8 óra után a 14-es autóbusz helyett a 15-ös autóbusszal lehet utazni. |                           |                           |                           |                                            |                                  |                                         |                           |
| 15    | Gare du Nord ↔ UZ Brussel | Gare du Nord ↔ UZ Brussel | Gare du Nord ↔ UZ Brussel | Gare du Nord ↔ UZ Brussel | Gare du Nord ↔ UZ Brussel                  | Gare du Nord ↔ UZ Brussel        | Gare du Nord ↔ UZ Brussel               | Gare du Nord ↔ UZ Brussel |
| 15    | Indulás 2007. július 2. | Vonalhossz 9,7 km         | Menetidő 40 perc          | Megállóhelyek 29          | Járművek Van Hool NewA330 Jonckheere SB250 | Üzemidő H, K, Sze, Cs, P, Szo, V | Nappal / Éjjel / Ünnepnapokon N / I / I | Garázs Jacques Brel       |
| 15    | Érintett városrészek: Brüsszel, Molenbeek-Saint-Jean, Koekelberg, Jette, Ganshoren - Főbb megállók: Gare du Nord • WTC • Tour et Taxis • Belgica • Simonis • Miroir • Dieleghem • UZ Brussel |                           |                           |                           |                                            |                                  |                                         |                           |
| 15    | Megjegyzés: Napközben, este 8 óra előtt a 15-ös autóbusz helyett a 13-as és 14-es autóbuszokkal lehet utazni.                                                                                |                           |                           |                           |                                            |                                  |                                         |                           |
| 17    | Beaulieu ↔ Heiligenborre | Beaulieu ↔ Heiligenborre  | Beaulieu ↔ Heiligenborre  | Beaulieu ↔ Heiligenborre  | Beaulieu ↔ Heiligenborre                   | Beaulieu ↔ Heiligenborre         | Beaulieu ↔ Heiligenborre                | Beaulieu ↔ Heiligenborre  |
| 17    | Indulás 2007. január 8. | Vonalhossz 5,3 km         | Menetidő 15 perc          | Megállóhelyek 15          | Járművek Van Hool A308 Van Hool NewA330    | Üzemidő H, K, Sze, Cs, P, Szo, V | Nappal / Éjjel / Ünnepnapokon I / I / I | Garázs Delta              |
| 17    | Érintett városrészek: Watermael-Boitsfort, Auderghem - Főbb megállók: Beaulieu • Wiener • International School • Heiligenborre                                                               |                           |                           |                           |                                            |                                  |                                         |                           |
| 17    | Megjegyzés: |                           |                           |                           |                                            |                                  |                                         |                           |

### 20–29
| Vonal | Jellemzők | Jellemzők                   | Jellemzők                   | Jellemzők                   | Jellemzők                                                         | Jellemzők                        | Jellemzők                                        | Jellemzők                   |
| ----- | --- | --------------------------- | --------------------------- | --------------------------- | ----------------------------------------------------------------- | -------------------------------- | ------------------------------------------------ | --------------------------- |
| 20    | Étangs Noirs ↔ Hunderenveld | Étangs Noirs ↔ Hunderenveld | Étangs Noirs ↔ Hunderenveld | Étangs Noirs ↔ Hunderenveld | Étangs Noirs ↔ Hunderenveld                                       | Étangs Noirs ↔ Hunderenveld      | Étangs Noirs ↔ Hunderenveld                      | Étangs Noirs ↔ Hunderenveld |
| 20    | Indulás 1964. szeptember 5. | Vonalhossz 6,2 km           | Menetidő 25 perc            | Megállóhelyek 16            | Járművek Van Hool NewA330                                         | Üzemidő H, K, Sze, Cs, P, Szo, V | Nappal / Éjjel / Ünnepnapokon I / I / I          | Garázs Jacques Brel         |
| 20    | Érintett városrészek: Molenbeek-Saint-Jean, Koekelberg, Berchem-Sainte-Agathe - Főbb megállók: Étangs Noirs • Simonis • Goffin • Place de l'Église • Hunderenveld                                                                                |                             |                             |                             |                                                                   |                                  |                                                  |                             |
| 20    | Megjegyzés: |                             |                             |                             |                                                                   |                                  |                                                  |                             |
| 21    | Airport Line | Airport Line                | Airport Line                | Airport Line                | Airport Line                                                      | Airport Line                     | Airport Line                                     | Airport Line                |
| 21    | Luxembourg ↔ Permeke / Brussels Airport |                             |                             |                             |                                                                   |                                  |                                                  |                             |
| 21    | Indulás 2008. június 30. | Vonalhossz 15,1 km          | Menetidő 35 perc            | Megállóhelyek 28            | Járművek Mercedes Citaro G Van Hool A330                          | Üzemidő H, K, Sze, Cs, P, Szo, V | Nappal / Éjjel / Ünnepnapokon Igen / Igen / Igen | Garázs Haren                |
| 21    | Érintett városrészek: Ixelles, Brüsszel, Schaerbeek, Evere, Zaventem (Brussels Airport) - Főbb megállók: Luxembourg • Schuman • Diamant • Da Vinci • NATO • Brussels Airport                                                                     |                             |                             |                             |                                                                   |                                  |                                                  |                             |
| 21    | Megjegyzés: A NATO és a Brussels Airport között külön díjszabással vehető csak igénybe este és hétvégén, amikor a 12-es buszt helyettesíti. Nappal és hétköznap a repülőteret a 12-es busz szolgálja ki.                                         |                             |                             |                             |                                                                   |                                  |                                                  |                             |
| 22    | Trône ↔ Montgomery | Trône ↔ Montgomery          | Trône ↔ Montgomery          | Trône ↔ Montgomery          | Trône ↔ Montgomery                                                | Trône ↔ Montgomery               | Trône ↔ Montgomery                               | Trône ↔ Montgomery          |
| 22    | Indulás 1997. december 5. | Vonalhossz 4,8 km           | Menetidő 20 perc            | Megállóhelyek 17/15         | Járművek Van Hool A308 br /> Van Hool NewA330                     | Üzemidő H, K, Sze, Cs, P         | Nappal / Éjjel / Ünnepnapokon I / N / N          | Garázs Delta                |
| 22    | Érintett városrészek: Ixelles, Brüsszel, Etterbeek, Woluwe-Saint-Pierre - Főbb megállók: Trône • Luxembourg • Arts-Loi • Maelbeek • Schuman • Merode • Montgomery                                                                                |                             |                             |                             |                                                                   |                                  |                                                  |                             |
| 22    | Megjegyzés: Hétfőtől péntekig közlekedik kivéve este. |                             |                             |                             |                                                                   |                                  |                                                  |                             |
| 27    | Andromède ↔ Gare du Midi | Andromède ↔ Gare du Midi    | Andromède ↔ Gare du Midi    | Andromède ↔ Gare du Midi    | Andromède ↔ Gare du Midi                                          | Andromède ↔ Gare du Midi         | Andromède ↔ Gare du Midi                         | Andromède ↔ Gare du Midi    |
| 27    | Indulás 2001. december 11. | Vonalhossz 9,8 km           | Menetidő 37 perc            | Megállóhelyek 29            | Járművek Van Hool NewA330                                         | Üzemidő H, K, Sze, Cs, P, Szo, V | Nappal / Éjjel / Ünnepnapokon I / I / I          | Garázs Delta                |
| 27    | Érintett városrészek: Woluwe-Saint-Lambert, Woluwe-Saint-Pierre, Etterbeek, Ixelles ,Brüsszel, Saint-Gilles - Főbb megállók: Andromède • Georges Henri • ICHEC • Montgomery • Merode • Luxembourg • Trône • Royale • Porte de Hal • Gare du Midi |                             |                             |                             |                                                                   |                                  |                                                  |                             |
| 27    | Megjegyzés: |                             |                             |                             |                                                                   |                                  |                                                  |                             |
| 28    | Brabançonne ↔ Konkel | Brabançonne ↔ Konkel        | Brabançonne ↔ Konkel        | Brabançonne ↔ Konkel        | Brabançonne ↔ Konkel                                              | Brabançonne ↔ Konkel             | Brabançonne ↔ Konkel                             | Brabançonne ↔ Konkel        |
| 28    | Indulás 1969. november 25. | Vonalhossz 5,9 km           | Menetidő 30 perc            | Megállóhelyek 19            | Járművek Van Hool NewA330 Mercedes Citaro C2                      | Üzemidő H, K, Sze, Cs, P, Szo, V | Nappal / Éjjel / Ünnepnapokon I / I / I          | Garázs Haren                |
| 28    | Érintett városrészek: Schaerbeek, Brüsszel, Woluwe-Saint-Lambert - Főbb megállók: Brabançonne • Diamant • Georges-Henri • Tomberg • Konkel |                             |                             |                             |                                                                   |                                  |                                                  |                             |
| 28    | Megjegyzés: |                             |                             |                             |                                                                   |                                  |                                                  |                             |
| 29    | De Brouckère ↔ Hof ten Berg | De Brouckère ↔ Hof ten Berg | De Brouckère ↔ Hof ten Berg | De Brouckère ↔ Hof ten Berg | De Brouckère ↔ Hof ten Berg                                       | De Brouckère ↔ Hof ten Berg      | De Brouckère ↔ Hof ten Berg                      | De Brouckère ↔ Hof ten Berg |
| 29    | Indulás 1956. október 19. | Vonalhossz 9,2 km           | Menetidő 50 perc            | Megállóhelyek 33            | Járművek Van Hool NewA330 Mercedes Citaro C2 Mercedes Citaro G C2 | Üzemidő H, K, Sze, Cs, P, Szo, V | Nappal / Éjjel / Ünnepnapokon I / I / I          | Garázs Haren                |
| 29    | Érintett városrészek: Brüsszel, Saint-Josse-ten-Noode, Schaerbeek, Woluwe-Saint-Lambert - Főbb megállók: De Brouckère • Gare Centrale • Parc • Diamant • Roodebeek • Hof ten Berg                                                                |                             |                             |                             |                                                                   |                                  |                                                  |                             |
| 29    | Megjegyzés: |                             |                             |                             |                                                                   |                                  |                                                  |                             |

### 30–39
| Vonal | Jellemzők | Jellemzők                                              | Jellemzők                                              | Jellemzők                                              | Jellemzők                                              | Jellemzők                                              | Jellemzők                                              | Jellemzők                                              |
| ----- | --- | ------------------------------------------------------ | ------------------------------------------------------ | ------------------------------------------------------ | ------------------------------------------------------ | ------------------------------------------------------ | ------------------------------------------------------ | ------------------------------------------------------ |
| 34    | Porte de Namur ↔ Rond-point du Souverain / Sainte-Anne | Porte de Namur ↔ Rond-point du Souverain / Sainte-Anne | Porte de Namur ↔ Rond-point du Souverain / Sainte-Anne | Porte de Namur ↔ Rond-point du Souverain / Sainte-Anne | Porte de Namur ↔ Rond-point du Souverain / Sainte-Anne | Porte de Namur ↔ Rond-point du Souverain / Sainte-Anne | Porte de Namur ↔ Rond-point du Souverain / Sainte-Anne | Porte de Namur ↔ Rond-point du Souverain / Sainte-Anne |
| 34    | Indulás 1977. június 17. | Vonalhossz —                                           | Menetidő 25 perc                                       | Megállóhelyek 20                                       | Járművek Van Hool NewA330 Jonckheere SB250             | Üzemidő H, K, Sze, Cs, P, Szo, V                       | Nappal / Éjjel / Ünnepnapokon I / I / I                | Garázs Delta                                           |
| 34    | Érintett városrészek: Brüsszel, Ixelles, Auderghem - Főbb megállók: Porte de Namur • Trône • Luxembourg • La Chasse • Arsenal • Auderghem-Shopping • Sainte-Anne |                                                        |                                                        |                                                        |                                                        |                                                        |                                                        |                                                        |
| 34    | Megjegyzés: Hétköznapokon két járatból egy, illetve 20 óra után az összes járat a Porte de Namurtől a Rond-point du Souverain megállóig van limitálva. |                                                        |                                                        |                                                        |                                                        |                                                        |                                                        |                                                        |
| 36    | Schuman ↔ Konkel | Schuman ↔ Konkel                                       | Schuman ↔ Konkel                                       | Schuman ↔ Konkel                                       | Schuman ↔ Konkel                                       | Schuman ↔ Konkel                                       | Schuman ↔ Konkel                                       | Schuman ↔ Konkel                                       |
| 36    | Indulás 1956. november 6. | Vonalhossz —                                           | Menetidő 47 perc                                       | Megállóhelyek 33                                       | Járművek Van Hool NewA330 Jonckheere SB250             | Üzemidő H, K, Sze, Cs, P, Szo, V                       | Nappal / Éjjel / Ünnepnapokon I / I / I                | Garázs Delta                                           |
| 36    | Érintett városrészek: Brüsszel, Etterbeek, Woluwe-Saint-Pierre - Főbb megállók: Schuman • La Chasse • Thieffry • Boileau • Musée du Tram • Rue au Bois • Stockel • Konkel |                                                        |                                                        |                                                        |                                                        |                                                        |                                                        |                                                        |
| 36    | Megjegyzés: |                                                        |                                                        |                                                        |                                                        |                                                        |                                                        |                                                        |
| 38    | Gare Centrale ↔ Héros | Gare Centrale ↔ Héros                                  | Gare Centrale ↔ Héros                                  | Gare Centrale ↔ Héros                                  | Gare Centrale ↔ Héros                                  | Gare Centrale ↔ Héros                                  | Gare Centrale ↔ Héros                                  | Gare Centrale ↔ Héros                                  |
| 38    | Indulás 1957. április 18. | Vonalhossz —                                           | Menetidő 40 perc                                       | Megállóhelyek 29                                       | Járművek Van Hool NewA330                              | Üzemidő H, K, Sze, Cs, P, Szo, V                       | Nappal / Éjjel / Ünnepnapokon I / I / I                | Garázs Delta                                           |
| 38    | Érintett városrészek: Brüsszel, Ixelles, Uccle - Főbb megállók: Gare Centrale • Royale • Trône • Luxembourg • Vleurgat • Bascule • Longchamp • Gossart • Héros |                                                        |                                                        |                                                        |                                                        |                                                        |                                                        |                                                        |
| 38    | Megjegyzés: 2007. július 2-án a 38-as busz útvonalának a két vége megváltozott: uccle-i végállomását áthelyezték a Homborchtól a square des Héros-ra. Brüsszeli végállomását a Gare du Nord-tól a De Brouckère-hez helyezték át a 60-as buszt kiváltva. 2015. június 29-én újra áthelyezték a brüsszeli végállomását, ezúttal a Gare Centrale-hoz a belvárosi gyalogoszóna átadása miatt. |                                                        |                                                        |                                                        |                                                        |                                                        |                                                        |                                                        |

### 40–49
| Vonal | Jellemzők | Jellemzők                                  | Jellemzők                                  | Jellemzők                                  | Jellemzők                                                        | Jellemzők                                  | Jellemzők                                  | Jellemzők                                  |
| ----- | --- | ------------------------------------------ | ------------------------------------------ | ------------------------------------------ | ---------------------------------------------------------------- | ------------------------------------------ | ------------------------------------------ | ------------------------------------------ |
| 41    | Transvaal ↔ Héros | Transvaal ↔ Héros                          | Transvaal ↔ Héros                          | Transvaal ↔ Héros                          | Transvaal ↔ Héros                                                | Transvaal ↔ Héros                          | Transvaal ↔ Héros                          | Transvaal ↔ Héros                          |
| 41    | Indulás 1991. május 2. | Vonalhossz 9,9 km                          | Menetidő 30 perc                           | Megállóhelyek 26/27                        | Járművek Van Hool NewA330 Jonckheere SB250                       | Üzemidő H, K, Sze, Cs, P, Szo, V           | Nappal / Éjjel / Ünnepnapokon I / I / I    | Garázs Delta                               |
| 41    | Érintett városrészek: Auderghem, Watermael-Boitsfort, Brüsszel, Ixelles, Uccle - Főbb megállók: Transvaal • Herrmann-Debroux • Demey • Watermael Gare • Boondael Gare • Hôpital Sainte-Elisabeth • Héros |                                            |                                            |                                            |                                                                  |                                            |                                            |                                            |
| 41    | Megjegyzés: |                                            |                                            |                                            |                                                                  |                                            |                                            |                                            |
| 42    | Viaduc E40 ↔ Musée du Tram | Viaduc E40 ↔ Musée du Tram                 | Viaduc E40 ↔ Musée du Tram                 | Viaduc E40 ↔ Musée du Tram                 | Viaduc E40 ↔ Musée du Tram                                       | Viaduc E40 ↔ Musée du Tram                 | Viaduc E40 ↔ Musée du Tram                 | Viaduc E40 ↔ Musée du Tram                 |
| 42    | Indulás 1958. május 22. | Vonalhossz 6,8 km                          | Menetidő 25 perc                           | Megállóhelyek 19/18                        | Járművek Van Hool A300 Van Hool NewA330 Mercedes Citaro C2       | Üzemidő H, K, Sze, Cs, P, Szo, V           | Nappal / Éjjel / Ünnepnapokon I / I / I    | Garázs Haren                               |
| 42    | Érintett városrészek: Kraainem, Woluwe-Saint-Lambert, Woluwe-Saint-Pierre - Főbb megállók: Viaduc E40 • UCL-Saint-Luc • Roodebeek • Parc des Sources • Musée du Tram |                                            |                                            |                                            |                                                                  |                                            |                                            |                                            |
| 42    | Megjegyzés: A délutáni csúcsidőben több járat csak a Musée du Tram és a Roodebeek között közlekedik, illetve van olyan járat, amely a Marcel Thiry megálló után a 45-ös busz útvonalán megy tovább. |                                            |                                            |                                            |                                                                  |                                            |                                            |                                            |
| 43    | Observatoire ↔ Kauwberg | Observatoire ↔ Kauwberg                    | Observatoire ↔ Kauwberg                    | Observatoire ↔ Kauwberg                    | Observatoire ↔ Kauwberg                                          | Observatoire ↔ Kauwberg                    | Observatoire ↔ Kauwberg                    | Observatoire ↔ Kauwberg                    |
| 43    | Indulás 1968. március 18. | Vonalhossz 13,9 km                         | Menetidő 45 perc                           | Megállóhelyek 35/37                        | Járművek Jonckheere SB250 Van Hool NewA330                       | Üzemidő H, K, Sze, Cs, P, Szo, V           | Nappal / Éjjel / Ünnepnapokon I / I / I    | Garázs Delta                               |
| 43    | Érintett városrészek: Uccle, Linkebeek - Főbb megállók: Observatoire • Héros • Uccle Calevoet • Moensberg Station • Linkebeek Gare • Fort-Jaco • Place Saint-Job • Kauwberg |                                            |                                            |                                            |                                                                  |                                            |                                            |                                            |
| 43    | Megjegyzés: Este 9 óra után csak Héros és Kauwberg között közlekedik. Csúcsidőben több járat is csak a Gare Vivier d'Oie és a Kauwberg között közlekedik, ezen kívül minden második járat az Observatoire – Homborch járatot teljesíti. |                                            |                                            |                                            |                                                                  |                                            |                                            |                                            |
| 45    | Saint-Vincent ↔ Permeke / Roodebeek | Saint-Vincent ↔ Permeke / Roodebeek        | Saint-Vincent ↔ Permeke / Roodebeek        | Saint-Vincent ↔ Permeke / Roodebeek        | Saint-Vincent ↔ Permeke / Roodebeek                              | Saint-Vincent ↔ Permeke / Roodebeek        | Saint-Vincent ↔ Permeke / Roodebeek        | Saint-Vincent ↔ Permeke / Roodebeek        |
| 45    | Indulás 1991. május 2. | Vonalhossz 7,1 km                          | Menetidő 20 perc                           | Megállóhelyek 18                           | Járművek Van Hool A330 Van Hool NewA330 Mercedes Citaro C2       | Üzemidő H, K, Sze, Cs, P, Szo, V           | Nappal / Éjjel / Ünnepnapokon I / I / I    | Garázs Haren                               |
| 45    | Érintett városrészek: Evere, Woluwe-Saint-Lambert - Főbb megállók: Saint-Vincent • Bordet Station • Permeke • Roodebeek |                                            |                                            |                                            |                                                                  |                                            |                                            |                                            |
| 45    | Megjegyzés: Napközben több járat csak Saint-Vincent és Permeke között közlekedik. |                                            |                                            |                                            |                                                                  |                                            |                                            |                                            |
| 46    | Anneessens ↔ Moortebeek | Anneessens ↔ Moortebeek                    | Anneessens ↔ Moortebeek                    | Anneessens ↔ Moortebeek                    | Anneessens ↔ Moortebeek                                          | Anneessens ↔ Moortebeek                    | Anneessens ↔ Moortebeek                    | Anneessens ↔ Moortebeek                    |
| 46    | Indulás 2001. december 11. | Vonalhossz 7,7 km                          | Menetidő 31 perc                           | Megállóhelyek 22                           | Járművek Van Hool A330 Mercedes Citaro G                         | Üzemidő H, K, Sze, Cs, P, Szo, V           | Nappal / Éjjel / Ünnepnapokon I / I / I    | Garázs Jacques Brel                        |
| 46    | Érintett városrészek: Brüsszel, Anderlecht - Főbb megállók: Anneessens • Clemenceau • Saint-Guidon • Hôpital Joseph Bracops • Westland Shopping • Moortebeek |                                            |                                            |                                            |                                                                  |                                            |                                            |                                            |
| 46    | Megjegyzés: Napközben több járat csak Clemenceau és Moortebeek között közlekedik. |                                            |                                            |                                            |                                                                  |                                            |                                            |                                            |
| 47    | De Brouckère / Heembeek ↔ Vilvorde Station | De Brouckère / Heembeek ↔ Vilvorde Station | De Brouckère / Heembeek ↔ Vilvorde Station | De Brouckère / Heembeek ↔ Vilvorde Station | De Brouckère / Heembeek ↔ Vilvorde Station                       | De Brouckère / Heembeek ↔ Vilvorde Station | De Brouckère / Heembeek ↔ Vilvorde Station | De Brouckère / Heembeek ↔ Vilvorde Station |
| 47    | Indulás 1957. július 2. | Vonalhossz 14,3 km                         | Menetidő 35 perc                           | Megállóhelyek 36                           | Járművek Van Hool A300 Van Hool A330 Mercedes Citaro C2          | Üzemidő H, K, Sze, Cs, P, Szo, V           | Nappal / Éjjel / Ünnepnapokon I / I / I    | Garázs Haren                               |
| 47    | Érintett városrészek: Brüsszel, Schaerbeek, Vilvorde - Főbb megállók: De Brouckère • Yser • WTC • Van Praet • DGHR Domaine Militaire • Hôpital Militaire • Vilvorde Station |                                            |                                            |                                            |                                                                  |                                            |                                            |                                            |
| 47    | Megjegyzés: Az első 47-es vonal 1910. április 3-án indult el villamosként a laekeni templom és a Bois de la Cambre között. 1911 és 1913 között északon tovább, a laekeni főtérig közlekedett. Később, 1927-ben lett a maihoz hasonló az útvonala. A Neder-over-Heembeek-i Meudon-kastélyt kötötte össze a Bourse-szal. Az autóbuszvonal 1957. május 2-án indult el a Marly és Bourse megállók között. Vonalvezetése többször is változott az idők folyamán, a Brüsszeli régión kívül eső Vilvorde várost csak 1963 óta köti össze Brüsszellel. 2001-ben két szakaszra lett bontva a vonal: a déli része a 46-os jelzést kapta a Gare du Nord-t köti össze Moortebeekkel, az északi szakasz (a mai 47-es) pedig a De Brouckère-t köti össze Vilvorde Stationnal. 2009. augusztus 31. óta Hétköznap csúcsidőben és este, illetve vasárnap és ünnepnapokon csak Vilvorde Station és Heembeek között közlekedik; valamint több járat csak az Hôpital Militaire és Heembeek között közlekedik. |                                            |                                            |                                            |                                                                  |                                            |                                            |                                            |
| 48    | Grand-Place ↔ Decroly | Grand-Place ↔ Decroly                      | Grand-Place ↔ Decroly                      | Grand-Place ↔ Decroly                      | Grand-Place ↔ Decroly                                            | Grand-Place ↔ Decroly                      | Grand-Place ↔ Decroly                      | Grand-Place ↔ Decroly                      |
| 48    | Indulás 1961. november 21. | Vonalhossz 8,5 km                          | Menetidő 32 perc                           | Megállóhelyek 28                           | Járművek Van Hool NewA330 Mercedes Citaro G Mercedes Citaro G C2 | Üzemidő H, K, Sze, Cs, P, Szo, V           | Nappal / Éjjel / Ünnepnapokon I / I / I    | Garázs Jacques Brel                        |
| 48    | Érintett városrészek: Brüsszel, Saint-Gilles, Forest, Uccle - Főbb megállók: Grand-Place • Porte de Hal • Barrière • Albert • Altitude 100 • Decroly |                                            |                                            |                                            |                                                                  |                                            |                                            |                                            |
| 48    | Megjegyzés: Hétköznapokon több járat csak a Decroly és a Rochefort vagy Porte de Hal megállók között közlekedik. |                                            |                                            |                                            |                                                                  |                                            |                                            |                                            |
| 49    | Gare du Midi ↔ Bockstael | Gare du Midi ↔ Bockstael                   | Gare du Midi ↔ Bockstael                   | Gare du Midi ↔ Bockstael                   | Gare du Midi ↔ Bockstael                                         | Gare du Midi ↔ Bockstael                   | Gare du Midi ↔ Bockstael                   | Gare du Midi ↔ Bockstael                   |
| 49    | Indulás 1956. július 16. | Vonalhossz 12,05 km                        | Menetidő 45 perc                           | Megállóhelyek 36                           | Járművek Van Hool NewA330                                        | Üzemidő H, K, Sze, Cs, P, Szo, V           | Nappal / Éjjel / Ünnepnapokon I / I / I    | Garázs Jacques Brel                        |
| 49    | Érintett városrészek: Brüsszel, Jette, Molenbeek-Saint-Jean, Anderlecht, Forest, Saint-Gilles - Főbb megállók: Gare du Midi • Avenue du Roi • Saint-Guidon • Cimetière de Molenbeek • Miroir • Bockstael |                                            |                                            |                                            |                                                                  |                                            |                                            |                                            |
| 49    | Megjegyzés: Csúcsidőben néhány járat csak a Paulsen és Bockstael megállók között közlekedik. |                                            |                                            |                                            |                                                                  |                                            |                                            |                                            |

### 50–59
| Vonal | Jellemzők | Jellemzők                                  | Jellemzők                                  | Jellemzők                                  | Jellemzők                                    | Jellemzők                                  | Jellemzők                                  | Jellemzők                                  |
| ----- | --- | ------------------------------------------ | ------------------------------------------ | ------------------------------------------ | -------------------------------------------- | ------------------------------------------ | ------------------------------------------ | ------------------------------------------ |
| 50    | Gare du Midi ↔ Lot Station | Gare du Midi ↔ Lot Station                 | Gare du Midi ↔ Lot Station                 | Gare du Midi ↔ Lot Station                 | Gare du Midi ↔ Lot Station                   | Gare du Midi ↔ Lot Station                 | Gare du Midi ↔ Lot Station                 | Gare du Midi ↔ Lot Station                 |
| 50    | Indulás 1957. április 18. | Vonalhossz 10,5 km                         | Menetidő –                                 | Megállóhelyek 25                           | Járművek Van Hool NewA330 Jonckheere SB250   | Üzemidő H, K, Sze, Cs, P, Szo, V           | Nappal / Éjjel / Ünnepnapokon I / I / I    | Garázs Jacques Brel                        |
| 50    | Érintett városrészek: Saint-Gilles, Forest, Drogenbos, Leeuw-Saint-Pierre, Beersel - Főbb megállók: Gare du Midi • Avenue du Roi • Forest Centre • Uccle Sport • Gilson • Ruisbroek Centrum • Lot Station                 |                                            |                                            |                                            |                                              |                                            |                                            |                                            |
| 50    | Megjegyzés: |                                            |                                            |                                            |                                              |                                            |                                            |                                            |
| 53    | Dieleghem ↔ Hôpital Militaire | Dieleghem ↔ Hôpital Militaire              | Dieleghem ↔ Hôpital Militaire              | Dieleghem ↔ Hôpital Militaire              | Dieleghem ↔ Hôpital Militaire                | Dieleghem ↔ Hôpital Militaire              | Dieleghem ↔ Hôpital Militaire              | Dieleghem ↔ Hôpital Militaire              |
| 53    | Indulás 1975. június 21. | Vonalhossz 14,4 km                         | Menetidő 40 perc                           | Megállóhelyek 36                           | Járművek Mercedes Citaro C2 Van Hool NewA330 | Üzemidő H, K, Sze, Cs, P, Szo, V           | Nappal / Éjjel / Ünnepnapokon I / I / I    | Garázs Haren / Jacques Brel                |
| 53    | Érintett városrészek: Jette, Brüsszel - Főbb megállók: Dieleghem • Hôpital Brugmann • Jette Gare • Bockstael • De Wand • Val Maria • Hôpital Militaire                                                                    |                                            |                                            |                                            |                                              |                                            |                                            |                                            |
| 53    | Megjegyzés: 2015. augusztus 31-től mindkét irányban érinti az UZ Brussel egyetemi oktatókórház megállóját, mely a 13-as, 14-es és 15-ös buszok végállomása.                                                               |                                            |                                            |                                            |                                              |                                            |                                            |                                            |
| 54    | Forest Centre (Bervoets) ↔ Trône | Forest Centre (Bervoets) ↔ Trône           | Forest Centre (Bervoets) ↔ Trône           | Forest Centre (Bervoets) ↔ Trône           | Forest Centre (Bervoets) ↔ Trône             | Forest Centre (Bervoets) ↔ Trône           | Forest Centre (Bervoets) ↔ Trône           | Forest Centre (Bervoets) ↔ Trône           |
| 54    | Indulás 1964. február 15. | Vonalhossz 7,7 km                          | Menetidő 25 perc                           | Megállóhelyek 23                           | Járművek Van Hool NewA330 Jonckheere SB250   | Üzemidő H, K, Sze, Cs, P, Szo, V           | Nappal / Éjjel / Ünnepnapokon I / I / I    | Garázs Jacques Brel                        |
| 54    | Érintett városrészek: Ixelles, Brüsszel, Saint-Gilles, Forest - Főbb megállók: Forest Centre • Albert • Bailli • Porte de Namur • Trône                                                                                   |                                            |                                            |                                            |                                              |                                            |                                            |                                            |
| 54    | Megjegyzés: |                                            |                                            |                                            |                                              |                                            |                                            |                                            |
| 57    | Gare du Nord ↔ Hôpital Militaire | Gare du Nord ↔ Hôpital Militaire           | Gare du Nord ↔ Hôpital Militaire           | Gare du Nord ↔ Hôpital Militaire           | Gare du Nord ↔ Hôpital Militaire             | Gare du Nord ↔ Hôpital Militaire           | Gare du Nord ↔ Hôpital Militaire           | Gare du Nord ↔ Hôpital Militaire           |
| 57    | Indulás 1963. július 7. | Vonalhossz 8,8 km                          | Menetidő 20 perc                           | Megállóhelyek 21                           | Járművek Van Hool NewA330 Jonckheere SB250   | Üzemidő H, K, Sze, Cs, P                   | Nappal / Éjjel / Ünnepnapokon I / N / N    | Garázs Haren                               |
| 57    | Érintett városrészek: Brüsszel - Főbb megállók: Gare du Nord • WTC • Van Praet • Chemin Vert • Hôpital Militaire |                                            |                                            |                                            |                                              |                                            |                                            |                                            |
| 57    | Megjegyzés: Csak hétköznapokon 6 és 20 óra között közlekedik. |                                            |                                            |                                            |                                              |                                            |                                            |                                            |
| 58    | Yser ↔ Vilvorde Station | Yser ↔ Vilvorde Station                    | Yser ↔ Vilvorde Station                    | Yser ↔ Vilvorde Station                    | Yser ↔ Vilvorde Station                      | Yser ↔ Vilvorde Station                    | Yser ↔ Vilvorde Station                    | Yser ↔ Vilvorde Station                    |
| 58    | Indulás 1993. december 4. | Vonalhossz 11,2 km                         | Menetidő –                                 | Megállóhelyek 26                           | Járművek Mercedes Citaro C2 Van Hool NewA330 | Üzemidő H, K, Sze, Cs, P, Szo, V           | Nappal / Éjjel / Ünnepnapokon I / I / I    | Garázs Haren                               |
| 58    | Érintett városrészek: Brüsszel, Schaerbeek, Vilvorde - Főbb megállók: Yser • Rogier • Gare du Nord • WTC • Masui • Princesse Élisabeth • Schaerbeek Gare • Rive Droite • 3 Fonteinen • Vilvorde Station                   |                                            |                                            |                                            |                                              |                                            |                                            |                                            |
| 58    | Megjegyzés: |                                            |                                            |                                            |                                              |                                            |                                            |                                            |
| 59    | Hôpital Etterbeek-Ixelles ↔ Bordet Station | Hôpital Etterbeek-Ixelles ↔ Bordet Station | Hôpital Etterbeek-Ixelles ↔ Bordet Station | Hôpital Etterbeek-Ixelles ↔ Bordet Station | Hôpital Etterbeek-Ixelles ↔ Bordet Station   | Hôpital Etterbeek-Ixelles ↔ Bordet Station | Hôpital Etterbeek-Ixelles ↔ Bordet Station | Hôpital Etterbeek-Ixelles ↔ Bordet Station |
| 59    | Indulás 1975. január 31. | Vonalhossz 11 km                           | Menetidő –                                 | Megállóhelyek 30                           | Járművek Mercedes Citaro C2 Van Hool NewA330 | Üzemidő H, K, Sze, Cs, P, Szo, V           | Nappal / Éjjel / Ünnepnapokon I / I / I    | Garázs Haren                               |
| 59    | Érintett városrészek: Ixelles, Etterbeek, Brüsszel, Saint-Josse-ten-Noode, Schaerbeek, Evere - Főbb megállók: Hôpital Etterbeek-Ixelles • Maelbeek • Princesse Élisabeth • Schaerbeek Gare • Vandenhoven • Bordet Station |                                            |                                            |                                            |                                              |                                            |                                            |                                            |
| 59    | Megjegyzés: |                                            |                                            |                                            |                                              |                                            |                                            |                                            |